# Stanisław Szozda
Stanisław Szozda (Dobromierz, Baixa Silèsia, 25 de setembre de 1950 - Breslau, 23 de setembre de 2013) va ser un ciclista polonès que va córrer durant els anys 70 del segle xx.
Durant la seva carrera esportiva va prendre part en dues edicions dels Jocs Olímpics, el 1972, a Múnic, i el 1976, a Mont-real, en què guanyà dues medalles de plata, sempre en la contrarellotge per equips.
En el seu palmarès també destaquen dos campionats del món amateurs de contrarellotge per equips, el 1973 i 1975, la Cursa de la Pau de 1974 i la Volta a Polònia de 1971.

## Palmarès
- 1971
  - 1r a la Volta a Polònia i vencedor de 3 etapes
  -  Medalla de Bronze al Campionat del món de contrarellotge per equips, amb Edward Barcik, Jan Smyrak i Lucjan Lis
- 1972
  -  Medalla de plata als Jocs Olímpics de Múnic en contrarellotge per equips, junt a Ryszard Szurkowski, Edward Barcik i Lucjan Lis
  - 1r a la Puchar Ministra Obrony Narodowej
- 1973
  -  Campió del món de contrarellotge per equips, amb Tadeusz Mytnik, Lucjan Lis i Ryszard Szurkowski
  -  Medalla de plata als campionats del món en ruta amateurs
  -  Campió de Polònia de ruta
  - 1r a la Volta a Algèria
  - 1r al Tour de Valclusa
  - 1r a la Volta a Toledo
  - Vencedor de 2 etapes de la Cursa de la Pau
  - Vencedor d'una etapa de la Volta a Polònia
- 1974
  - 1r a la Cursa de la Pau i vencedor de 6 etapes
  - 1r a la Ruban Granitier Breton
  - 1r a la Settimana Ciclistica Lombarda
  - 1r a la Volta a Toledo
  - Vencedor de 2 etapes de la Volta a Polònia
- 1975
  -  Campió del món de contrarellotge per equips, amb Tadeusz Mytnik, Mieczyslaw Nowicki i Ryszard Szurkowski
  - 1r al Gran Premi ZTS Dubnica nad Vahom
  - Vencedor d'una etapa de la Cursa de la Pau
- 1976
  - 1r a la Malopolski Wyscig Gorski
  - Vencedor de 4 etapes de la Cursa de la Pau
  - Vencedor de 2 etapes de la Volta a Polònia
  - Vencedor de 2 etapes de la Volta a Cuba
  -  Medalla de plata als Jocs Olímpics de Mont-real en contrarellotge per equips, amb Ryszard Szurkowski, Tadeusz Mytnik i Mieczysław Nowicki
- 1977
  - 1r a la Szlakiem Grodów Piastowskich
  - Vencedor de 2 etapes de la Volta a Àustria
  -  Medalla de Bronze al Campionat del món de contrarellotge per equips, amb Tadeusz Mytnik, Mieczyslaw Nowicki i Czesław Lang
- 1978
  - Vencedor d'una etapa de la Cursa de la Pau